# Piégon
Piégon település Franciaországban, Drôme megyében. Lakosainak száma 240 fő (2022. január 1.). Piégon Châteauneuf-de-Bordette, Mirabel-aux-Baronnies és Puyméras községekkel határos.

## Népesség
A település népességének változása:
| Lakosok száma | 220  | 232  | 268  | 228  | 264  | 266  | 260  | 242  | 241  | 240  |
|               | 1968 | 1982 | 1990 | 2006 | 2013 | 2015 | 2017 | 2019 | 2020 | 2022 |